# 中華民国憲兵
中華民国憲兵（ちゅうかみんこくけんぺい、中華民國憲兵、英語: Republic of China Military Police）は中華民国国防部に属する中華民国（台湾）の憲兵である。中華民国国軍の4つの軍事組織（中華民国陸軍、中華民国海軍、中華民国空軍、中華民国憲兵）のうちの一つ。軍内の警察業務の他、台北など大都市の防衛、要人警護、空港や主要駅等の重要施設警備、対テロ等を主な任務としており、拳銃や小銃等の小火器だけではなく迫撃砲や重機関銃などの重火器、装甲車も保有している。
憲兵は本質上陸軍に所属するが、平時において独立して運用されるため陸軍の管轄を受けない。そのため、憲兵司令部が直接管轄することで、どこにも隷属されないので憲兵司令の大多数は憲兵科以外の出身者で陸軍からの転属もいる。
分類的に法的立ち位置と役割は法執行機関の性質を持つフランス式国家憲兵。

## 組織
- 憲兵司令部
  - 内部組織
    - 政治作戦部
    - 督察室
    - 人事軍務處
    - 情報處
    - 警務處
    - 訓練處
    - 軍法處
    - 後勤處
    - 計画處
    - 補給處
    - 通信資訊處
    - 主計處
    - 勤務中心

  - 地区指揮部
    - 202指揮部（台北市中正区）
      - 特車連（指揮部直属組織）
      - 勤支連（指揮部直属組織）
      - 兵器連
      - 機動営
      - 警衛営
      - 裝甲憲兵営
      - 砲兵営

    - 203指揮部（台中市南京路）
      - 特車連（指揮部直属組織）
      - 勤支連（指揮部直属組織）
      - 機動営
      - 警衛営

    - 204指揮部（高雄市鳥松区）
      - 特車連（指揮部直属組織）
      - 勤支連（指揮部直属組織）
      - 機動営
      - 警衛営

    - 205指揮部（新北市板橋区）
      - 特車連（指揮部直属組織）
      - 勤支連（指揮部直属組織）
      - 兵器連
      - 機動営
      - 警衛営

  - 直属組織

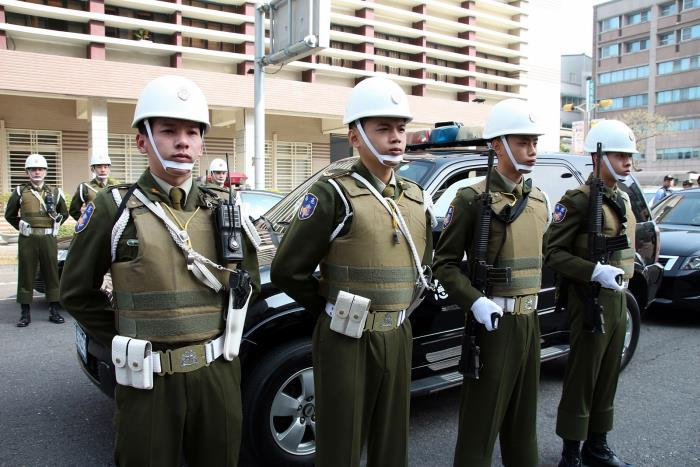
憲兵隊員

    - 憲兵訓練中心（校区：五股校本部、林口分校）
    - 憲兵営（分属各指揮部轄下）
    - 鐵衛隊（憲兵儀隊）
    - 通信資訊隊
    - 軍犬隊
    - 医務隊
    - 勤務営
    - 機車連
    - 憲兵特勤隊（MPSSC、五股山区）
    - 憲兵隊
      - 台北市憲兵隊
      - 宜蘭憲兵隊
      - 基隆憲兵隊
      - 板橋憲兵隊
      - 三重憲兵隊
      - 桃園憲兵隊
      - 新竹憲兵隊
      - 苗栗憲兵隊
      - 豊原憲兵隊
      - 台中憲兵隊
      - 南投憲兵隊
      - 彰化憲兵隊
      - 嘉義憲兵隊
      - 新営憲兵隊
      - 台南憲兵隊
      - 高雄憲兵隊
      - 鳳山憲兵隊
      - 屏東憲兵隊
      - 花蓮憲兵隊
      - 台東憲兵隊
      - 澎湖憲兵隊
      - 金門憲兵隊
      - 馬祖憲兵隊

    - 刑事鑑識中心
      - 化学鑑識組
      - 物理鑑識組
      - 現場勘査組

参考資料：中華民國國防部海軍司令部網頁和97年國防白皮書、太字は憲兵司令部が統括する組織。

## 歴史
近代的な憲兵が成立したのは、1900年（光緒26年）の義和団の乱において列強による北京陥落にさかのぼる。清王朝が逃亡した北京は無政府状態となり、八国連軍による略奪が横行し、治安は悪化した。五城御史・陳璧ら残された官員たちは、ドイツや日本など八国連軍と交渉し、各占領区内に「安民公所」を設置、八国連軍兵士らに協力して治安維持に努めた。翌1901年（光緒27年）には清と北京議定書が締結され、八国連軍は北京から撤退した。同年、清は安民公所を参考にし、北京に京師善後協巡総局および京師善後協巡営を成立させ、京畿の治安を維持することとした。また、緑営、防勇を解散し巡警営を設置。1902年（光緒28年）に巡警営は袁世凱の軍政司の管轄となった。
1905年（光緒31年）、清の変革、行政刷新により日本の憲兵制度を学ぶため、載澤、徐世昌、紹英赴が日本に派遣された。慶親王は日本と合同で憲兵の設立にとりかかり、日本人憲兵軍官である川島康浪を顧問として招聘し、同年大沽の旧水師営房に憲兵学堂を創設、監督は張文元。学生は学員班と学兵班に分けられ、学員班は北洋陸軍速成学堂卒業生および北洋初級軍官50名、学兵班は士兵の優秀者100名が選抜された。日本憲兵将校4名が教員として招聘された。続いて1906年（光緒32年）に北京に陸軍警察所を設置し、指揮編成は陸軍警察営が行うこととなった。同年12月、憲兵学堂を卒業した学員班39名、学兵班103名が各陸軍警察営に配属された。
1908年（光緒34年）11月、憲兵学堂は陸軍部の管轄となり、「陸軍警察学堂」に改称された。
中華民国の憲兵は、1912年始めに南京憲兵司令部が茅乃封を司令官として成立した。1914年に孫中山が、軍事基地の需要があった広州に大本営を創設し、蔣介石は教育を拡大し、憲兵を正式に編成し、1932年に憲兵司令部を成立。同年国民政府は憲兵勤務令を頒布し憲兵部隊の編成、指揮、訓練、勤務等の各種制度を次々と確立していった。1936年に憲兵学校を創設し、蔣介石が首任校長を兼務した。

### 中国大陸
- 1914年 - 孫中山が広州で中華民国臨時大総統に就任、警衛及び軍紀の糾警の必要性のため憲兵部隊が成立、民国兵が開始[3]
- 1924年 - 黄埔陸軍軍官学校第二期に憲兵科を創設、憲兵軍官の育成を開始
- 1925年 - 国民革命軍を以って黄埔軍校第三期の学生及び随軍警衛学兵連を混成し、憲兵連が正式に成立。憲兵設立の嚆矢となった。10月に蔣介石が校長となり憲兵訓練所が広州に成立。憲兵連を憲兵営に拡大
- 1926年 - 何応欽は東江の国民革命軍第一部を駐箚し、東江に憲兵隊が成立し、東江憲兵隊は国軍憲兵隊の前身となった。7月に憲兵営は3個憲兵連に整理され、北伐の国民革命軍の憲兵団として改組成立。
- 1928年 - 憲兵団を憲兵第1団に改編し、憲兵第2団を増設し、南京に駐在する。
- 1929年 - 北伐が統一され、憲兵第1、第2団の憲兵司令として呉思豫が任命され、両団憲兵は南京を北上し、青島、済南を接収し、任務達成後に憲兵司令部に撤収した。5月に憲兵第1、第2団の囲剿は顔震部と共に膠東道で団長以下幹部数十人と捕虜になる。12月に憲兵第2団に石友三が進討する。
- 1930年 - 武漢行轅憲兵団を憲兵第3団に改編、後に特務営に改編。さらに憲兵第4団を設立し、後に警衛旅団に改編。2月に憲兵第2団は太湖の匪賊を討伐し首領の大保阿書、参加していた南剿匪、その他幹部60余人を処刑した。
- 1931年 - 憲兵教練所を創設し、蘇州に憲兵第3団が成立し蔣孝先が団長として着任。
- 1932年1月16日 - 憲兵司令部が南京に正式に成立し谷正倫将軍が憲兵司令として着任。4月憲兵軍官講習会が創設。薩孟武及び日本憲兵の加藤少佐及び長友大尉等を教官、教育幹部として招聘した。7月憲兵教育総隊が成立し、8月20日に国民政府が憲兵勤務令を頒布し憲兵は軍事警察の他、行政警察及び司法警官を兼務することとなった。同日軍政部は憲兵服務章程を公布し憲兵制度を確立し、憲兵職掌を明確にした。9月に憲兵特警第一隊が成立
- 1933年2月 - 憲兵第2団は満州事変の調査のため来華した国際連盟調査団長のリットンの警護を担当した。3月憲兵第3団は北平へ移駐し、蔣孝先将軍が北平憲兵副指令を兼任し、憲兵第3団と憲兵第4団を指揮し、中国共産党の河北省委員会、北平市委員会等の案を採用した。5月に教導総隊は取り消され憲兵第6団に改編され、憲兵教練所、憲兵軍官講習会を解散し南京江寧に憲兵訓練所が成立し谷正倫将軍が所長を兼任し、第一届憲兵教導団が成立し、団長として張鎮が就任。
- 1934年6月 - 日本は中国大陸に進出。南京総領事館の蔵本英明書記生が行方不明となり、中国人に誘拐されたのではないかとの噂が流れたため、須磨弥吉郎総領事は海軍に軍艦の派遣を要請した。その後、憲兵隊によって明孝陵背面の山中で発狂した姿で発見された。
- 1936年2月 - 憲兵第4団が福清剿匪に参加し、幹部十余人が倒れた。3月には憲兵訓練所を憲兵学校に拡大、委員長である蔣介石が校長を兼任。憲兵司令谷正倫将軍が教育長として着任。10月には特警第一隊が南京において日本大使川越茂の機密外交文書の奪取に成功し、漢奸の行政院簡任秘書の黄浚とその子黄晟は国軍の江陰封鎖計画を日本に対し密報したことを見破った。そのため、封鎖計画が失敗し、21名が逮捕された。12月に憲兵第1団は西安事件において蔣介石を警衛した。侍衛長の蔣孝先将軍、憲兵第1団長の楊鎮亜と団附の蔣堃以下百余人が殉死ならびに行方不明となった。以後この事件を記念して、国民政府は12月12日を双十二とし憲兵節とした。
- 1937年12月 - 南京攻略戦において、憲兵教導第2団が多数の死傷者を出しながら奮戦し、憲兵副司令の蕭山令が殉死する。特警第二隊は敵後工作において、漢奸出売に遭い杜静波以下十余人が殉職した。
- 1938年 - 憲兵第7団は武漢作戦に参加
- 1939年 - 憲兵第7届憲兵教導団第1 - 8団成立
- 1940年11月 - 憲兵司令谷正倫将軍は甘粛省主席を調任され、賀国光将軍は第二任憲兵司令を継任された。
- 1941年1月 - 憲兵第8、15団は新四軍の皖南事変を解決し、憲兵第19、20団を成立
- 1942年4月 - 憲兵第20団は福州戦役に参加
- 1943年3月 - 憲兵司令賀国光将軍は重慶衛戍司令を調任され、張鎮将軍は第三任憲兵司令を継任された。
- 1944年4月 - 憲兵第14団は大陸打通作戦に参加
- 1945年4月 - 憲兵第16団は粤北会戦に参加。8月日本は降伏し、金井武夫は芷江で国軍に投降した。憲兵第10、21団は戒護を引き継いだ
- 1946年11月 - 憲兵第9、16団は南京制憲国民大会の警衛任務を引き継いだ
- 1947年2月 - 憲兵第4団は二・二八事件の処理のため台湾に到着する
- 1948年 - 憲兵第16団は第一届国民大会第一会議の警衛任務を引き継いだ
- 1949年 - 憲兵第1団第7連は金門古寧頭戦役に参加

### 台湾
- 1950年3月1日 - 台湾の憲兵東南指揮所を改組し台北市涼州街において憲兵司令部が回復成立。同年中国大陸から撤退してきた台湾の憲兵第1、3、18団と駐台の憲兵第4、8団を統合再編し、憲兵第1、4、7、8、9の五個団及び幹訓班、特務営、通信隊、軍楽隊、特高組等に改組し、元国防部及び各軍種司令部警衛営を憲兵独立営に納編した。大陸の憲兵西南指揮所は国共内戦により潰され、憲兵副司令兼指揮官の李楚藩は殉国した。
- 1952年5月14日 - 中華民国駐在の日本東京憲兵隊の隊長である李建武上尉率いる招商局が搭乗する海龍が台湾に撤収してきた。
- 1953年 - 幹訓班を拡大。5月、憲兵学校在台復校を台北県三重市に設置
- 1954年1月 - 憲兵執勤が海外に派遣され、第50軍、第80軍各派の憲兵一排と憲兵第8団6連が編成され、一兵力として朝鮮戦争における反共義士として1万4000名が座礁し、1月23日に台湾へ帰り123日間の自由時間を与えた。
- 1956年 - 憲兵第1、7団、憲兵第8、9団を解散し、憲兵第201、202団に改編し、各憲兵営を憲兵第201 - 206、221、222営の番号に統合再編した。9月に憲兵新兵訓練大隊を改編し、憲兵訓練指揮部が成立、1961年5月16日に憲兵訓練中心に拡大
- 1970年1月 - 憲兵第201 - 203団等の三個団部は、憲兵第201 - 204の四個指揮部に改編した。5月、憲兵学校は台北県五股郷に移転した。
- 1977年 - 靖安一号専案を実施し、元警備総部北、中、南の三個警備営を納編し、憲兵311 - 332営とする。
- 1979年 - 1980年 - 靖安二号、靖安三号専案実施により陸軍特種作戦第31、42、63、24総隊を含む計16個大隊及び駐澎海第53空降独立旅団を納編し、憲兵第205、206指揮部及び憲兵第311 - 332営に改編した。
- 1984年 - 憲兵第206指揮部を解散
- 1986年 - 1987年 - 靖安四号専案実施により憲兵営の兵力及び調査組と任務形態を拡大調整し、以後各調査組は憲兵隊の任務を兼任し、警衛区と作戦区を互いに統合し治安能力の強化を発揮できるようになった。
- 1987年11月 - 装甲憲兵営が成立
- 1990年 - 警察執行漁を配備し、港の安全検査が重要となったことで、靖安五号専案により憲兵第333営が増編して成立
- 1993年 - 国軍兵力精簡を配備し、10個憲兵営を海岸巡防司令部へ移編する（憲兵第212、214、215、216、219、221、227、230、319、328営）
- 1996年8月 - 憲兵第201指揮部を解散
- 1999年 - 海岸巡防司令部に憲兵第224、241営を再編
- 2004年11月2日 - 林口憲兵訓練中心を憲兵学校に合併し憲兵学校林口校区とする
- 2005年 - 首都防衛の要求が高まり、憲兵砲兵営及び装甲憲兵営第2営を2個憲兵営とする。
- 2006年 - 和平専案実施により元空軍防砲警衛司令部十個警衛営を納編し憲兵第305 - 359営とする。

## 装備
- V150S装甲兵員輸送車
- CM-31（中国語版）6輪装甲兵員輸送車
- CM-32雲豹8輪装甲兵員輸送車
- ハンヴィー
- フォルクスワーゲンパサート 1.8T警備車
- フォードエスケープ 3.0警備車
- いすゞロデオ 警備車
- いすゞエルフ指揮系統中継通信指揮車
- 日野警備大型バス
- キャデラック
- リンカーン
- ヤマハロイヤルスター1300
- メルセデス・ベンツW-6500放水車
- 対戦車ミサイル
- 91式小銃
- ブローニングM2重機関銃
- 74式小隊機関銃
- H&K MP5A5 短機関銃
- M120 120mm 迫撃砲
- AT4携行対戦車弾
- SMAW対戦車ミサイル
- M24A1 7.62mm狙撃銃
- M82A1M対物狙撃銃